# یاکوب اوبروفسکی
یاکوب اوبروفسکی (چکی: Jakub Obrovský؛ ۲۳ دسامبر ۱۸۸۲ – ۳۱ مارس ۱۹۴۹) مجسمه‌ساز و نویسنده اهل چکسلواکی بود.
از افتخارات وی میتوان به کسب مدال برنز مجسمه‌سازی تندیس در بخش مسابقات هنری بازی‌های المپیک تابستانی ۱۹۳۲ اشاره کرد.